# Geografia Bosniei și Herțegovinei

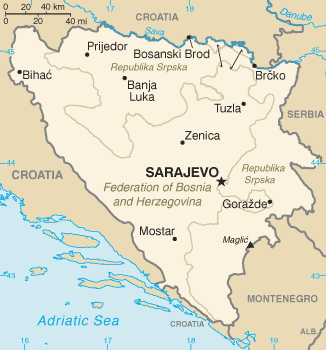
Harta Bosniei și Herțegovinei

Acest articol tratează geografia Bosniei și Herțegovinei.
Locație:
Sudestul Europei, la marginea mării Adriatice.
Coordonate Geografice:
44°N 18°E / 44°N 18°E
Suprafața statului este de 51 129 km², din care 0 procente reprezintă apă.
Granițe Terestre:

total:
1,459 km

vecini:
Bosnia și Herțegovina se învecinează cu Serbia pe o distanță de 312 km, cu Croația — 932 km și cu Muntenegru — 215 km. Astfel, lungimea însumată a granițelor terestre este de 1 459 km
Țărm:
23 km
Climă:
veri calde și ierni reci; zonele cu altitudini mari au veri scurte și răcoroase și ierni lungi și viscoloase; 
Relief:
munți și văi
Extreme de Altitudine:

punctul cel mai jos:
Marea Adriatică 0 m

punctul cel mai inalt:
Maglic 2,386 m
Resurse naturale:
cărbune, fier, bauxită, păduri, cupru, chrom, plumb, zinc, hidro-resurse
Folosirea Pământului:

Teren arabil:
14%

Culturi Permanente:
5%

Păduri:
39%(estimat 1993)
Teren Irigat:
20 km² (estimat 1993)
Pericole Naturale:
Cutremure
Probleme Ecologice:
Poluarea aerului din cauza industriei Siderurgice; Lipsă de locuri bine amenanjate pentru depozitarea deșeurilor urbane 